# Вікторія Сенкутея
Вікторія Сенкутея (12 квітня 1996 , Тракай, Вільнюський повіт ) — литовська веслувальниця, бронзова призерка Олімпійських ігор 2024 року.

## Виступи на Олімпіадах
| Олімпіада  | Дисципліна | Місце |
| ---------- | ---------- | ----- |
| Париж 2024 | одиночки   | 3     |

## Зовнішні посилання
- Вікторія Сенкутея на сайті World Rowing (англійська)
- Вікторія Сенкутея на сайті Olympics.com (англійська)